# Podvin
Podvin war eine französische Automarke.

## Unternehmensgeschichte
Fabrice Podvin hatte von Franco Sbarro die Lizenzrechte für ein Modell erworben. Außerdem entwarf er ein eigenes Modell. Die Produktion dieser Fahrzeuge fand von 1983 bis 1985 bei A.C.A. Podvin in Joigny, danach bei dem Hersteller von landwirtschaftlichen Maschinen Société Le Sphinx in Looze und von 1986 bis etwa 1989 bei A.C.A.P. Le Sphinx in Mortagne statt.

## Fahrzeuge
Podvin fertigte das von Sbarro entworfene Modell einer Nachbildung des BMW 328. Das selbst entworfene Fahrzeug ähnelte dem Peugeot 402 Darl'mat von 1937. Die Basis bildete ein Rohrrahmen. Darauf war eine Karosserie aus Polyester montiert. Der Roadster bot Platz für zwei Personen. Für den Antrieb sorgte ein Motor vom Peugeot 505.